# Natsu no Arashi!
Natsu no Arashi! (jap. 夏のあらし!, dt. „Sommergewitter!“) ist ein von Jin Kobayashi geschriebener und illustrierter Manga, der vom 26. August 2006 bis zum 26. März 2009 im Magazin Gangan Wing, danach vom 22. April 2009 bis voraussichtlich zum 22. September 2010 im Nachfolger Gangan Joker veröffentlicht wird. Die erschienenen Kapitel des Manga wurden zu acht Tankōbon-Ausgaben zusammengefasst. Das Animationsstudio Shaft setzte Natsu no Arashi! im Jahr 2009 als zwei 13-teilige Anime-Fernsehserien um und veröffentlichte noch im selben Jahr eine ebenfalls 13-teilige Fortsetzung unter dem Titel Natsu no Arashi! Akinai-chū.

## Handlung
Der dreizehnjährige und etwas gedrungene Hajime Yasaka verbringt seine Sommerferien im Haus seines Großvaters. Eines Tages trifft er in einem Eckcafé auf die schöne Bedienung Sayoko Arashiyama und für ihn ist es Liebe auf den ersten Blick. Als er versucht, ihr näher zu kommen, betritt der Privatdetektiv das Café und behauptet, dass er von Sayokos Familie geschickt wurde, um sie zurückzubringen, selbst wenn er dazu Gewalt anwenden müsse. Mit der unerwarteten Hilfe von Hajime gelingt ihr jedoch die Flucht und so versteckt sie sich in dessen Wohnung. Nur kurze Zeit später muss Hajime jedoch feststellen, dass es sich bei Sayoko nicht um ein normales Mädchen handelt, sondern den Geist einer im Zweiten Weltkrieg Verstorbenen. Dies äußert sich bei ihr in ungewöhnlichen Fähigkeiten. So kann sie beispielsweise durch den Kontakt mit Hajime durch die Zeit reisen, was im Verlauf der Handlung zu zahlreichen zeitlichen Paradoxa führt.

## Charaktere
Sayoko Arashiyama (嵐山 小夜子, Arashiyama Sayoko)
Als sechzehnjähriges Mädchen verstarb die schöne Schülerin während eines Angriffs im Zweiten Weltkrieg. Später kehrt sie als Geist mit übernatürlichen Kräften zurück und arbeitet als Bedienung in dem Eckcafé. Ihre Persönlichkeit schwankt zwischen höflicher Zurückhaltung, erwachsener Ernsthaftigkeit und lebensfroher Leichtfertigkeit.
Hajime Yasaka (八坂 一, Yasaka Hajime)
Als dreizehnjähriger Junge von kleinwüchsiger Statur und dicker Nase verliebt er sich in Sayoko. Er hat immer wieder verrückte Einfälle die ihn und seine Mitmenschen in seltsame Situationen bringen. Zugleich ist er sehr vorlaut und muss aufgrund seiner dreisten Art immer wieder die Prügel der anderen Mitarbeiter des Cafés einstecken.
Kaja (カヤ, Kaya)
Sie ist der Geist einer im Zweiten Weltkrieg verstorbenen deutschen Austauschschülerin und besitzt bereits seit ihrer Schulzeit eine enge Freundschaft mit Sayoko. Im Gegensatz zu ihrer Freundin ist sie jedoch wesentlich zurückhaltender und scheint sich nicht an das moderne Leben gewöhnt zu haben.
Jun Kamigamo (上賀茂 潤, Kamigamo Jun)
Jun arbeitet ebenfalls als Bedienung und ein sich als Junge ausgebendes Mädchen. Dies führt zu zahlreichen kontroversen Situationen, die vor allem durch die Besitzerin des Cafés und Hajime heraufbeschworen werden, da sie davon ausgehen, dass es sich bei Jun um einen jungen Mann handelt. So muss Hajime immer wieder die von ihr ausgeteilten Schläge einstecken. Neben diesem Hauptproblem leidet Jun auch unter einer extremen Angst vor Ungeziefer jeglicher Art.
Sayaka (さやか)
Als Frau mittleren Alters ist die Besitzerin (master) des Eckcafés. In diesem Zusammenhang wird sie immer wieder als Ausbeuterin und Betrügerin beschrieben, die sich lautstark gegen die Mitarbeiter des Lokals durchsetzt. So stellt sie dem Detektiv Hideo Murata eine Falle nach der anderen und verhindert, dass dieser seiner Tätigkeit nachgehen kann.
Hideo Murata (村田 英雄, Murata Hideo) 
Unter dem Decknamen Gurasan (グラサン, Wortspiel mit Sangurasu (サングラス), dt. „Sonnenbrille“) ist Hideo als Privatdetektiv unterwegs. Jedoch mangelt es dem groß gewachsenen und muskulösen Mann, der zumeist Armee-Bekleidung und eine Sonnenbrille trägt, an Aufträgen. So ist er besonders scharf darauf, Aufträge schnell und mit allen Mitteln zu erledigen. Privat ist er fast am verhungern, da ihm bereits der Strom abgestellt wurde und er nicht einmal mehr das nötige Geld besitzt, um sich etwas zu essen zu kaufen. Zwischenzeitlich wird er immer wieder von einem anonymen Anrufer terrorisiert, der immer wieder die gleiche Frage stellt. Besonders nervig dabei ist, das der Name der Kanzlei, mit dem sich Hideo bei jedem Abnehmen des Hörers vorstellt, sehr lang geraten ist.

## Entstehung und Veröffentlichungen
Der Zeichner Jin Kobayashi wurde für sein Werk School Rumble und dessen Nachfolger School Rumble Z bekannt. Noch während der Umsetzung von School Rumble begann er im Jahr 2006 seine Arbeit an Natsu no Arashi!. Seit dem 26. August 2006 erscheint der Manga in von Square Enix herausgegebenen Magazinen, zuerst in Gangan Wing, der mit der Mai-Ausgabe am 26. März 2009 eingestellt wurde, ab dem 22. April 2009 im Nachfolger Gangan Joker. Am 21. August 2010 wurde in dieses Magazin bekannt gegeben, dass der Manga in der folgenden Oktober-Ausgabe enden wird. So endete der Manga am 22. September 2010 und Kobayashi begann an seinem nächsten Werk Ichiro Heian! zu arbeiten.
Bis November 2010 wurden alle 50 Kapitel des Manga zu acht Tankōbon-Ausgaben zusammengefasst und veröffentlicht.
- Natsu no Arashi! 1 (夏のあらし! 1, 27. Februar 2007, ISBN 978-4-7575-1960-2)
- Natsu no Arashi! 2 (夏のあらし! 2, 14. September 2007, ISBN 978-4-7575-2117-9)
- Natsu no Arashi! 3 (夏のあらし! 3, 22. März 2008, ISBN 978-4-7575-2245-9)
- Natsu no Arashi! 4 (夏のあらし! 4, 27. November 2008, ISBN 978-4-7575-2436-1)
- Natsu no Arashi! 5 (夏のあらし! 5, 27. März 2009, ISBN 978-4-7575-2521-4)
- Natsu no Arashi! 6 (夏のあらし! 6, 18. September 2009, ISBN 978-4-7575-2682-2)
- Natsu no Arashi! 7 (夏のあらし! 7, 20. März 2010, ISBN 978-4-7575-2824-6)
- Natsu no Arashi! 8 (夏のあらし! 8, 22. November 2010, ISBN 978-4-7575-3068-3)

Zusammen mit dem 6. Band erschien am 18. September 2009 ein Buch über die Mangaserie.
- Natsu no Arashi! Comic Guide 6.5 (夏のあらし！ コミックガイド 6.5, 18. September 2009, ISBN 978-4-7575-2676-1)

## Anime
Im November 2008 wurde die Adaption von Natsu no Arashi! als Anime-Fernsehserie bekanntgegeben. Unter der Regie von Akiyuki Shimbō und nach dem Drehbuch von Katsuhiko Takayama wurde der Anime im Animationsstudio Shaft produziert. Das Design der Charaktere wurde von Kazuhiro Ota, aufbauend auf den Zeichnungen von Jin Kobayashi entworfen.
Seit dem 6. April bis zum 29. Juni 2009 kurz nach Mitternacht (und damit am vorigen Fernsehtag) wurde die 13 Folgen umfassende Serie wöchentlich auf dem japanischen Fernsehsender TV Tokyo übertragen sowie zeitlich versetzt auch auf anderen Sendern.
Durch Starchild Records wurde bekannt gegeben, dass eine Fortsetzung der Serie im Herbst 2009 erfolgen sollte. Diese wurde vom 6. Oktober bis zum 29. Dezember 2009 ebenfalls kurz nach Mitternacht unter dem Namen Natsu no Arashi! Akinai-chū (jap. 夏のあらし！春夏冬中) und von Studio Shaft produziert bei TV Tokyo und anderen Sendern ausgestrahlt.
Beide Serien wurden als Simulcast mit englischem Untertitel ebenso vom Streamingdienst Crunchyroll angeboten.

### Konzeption
Die Serie verwendet häufig expressionistische oder unrealistisch wirkende Elemente. So werden die Hintergründe oft bewusst entgegen der Bewegung der „Kamera“ verschoben und viele Szenen besitzen einen das gesamte Bild ausfüllenden Schatten in Form eines Vielecks, außerhalb dessen die Umgebung stark abgedunkelt dargestellt wird.
Innerhalb des Eckcafés, in dem ein Großteil der Handlung spielt, läuft das gesamte Parkett sternförmig zu einem Punkt zusammen, während an den Wänden abstrakte Darstellung von Bildern bekannter Künstler hängen, die je nach Situation ausgetauscht werden. So wird beispielsweise eine Anspielung auf Der Schrei von Edvard Munch gezeigt, als sich in einer Szene Unheil androht.
In der neunten Folge schlichen sich zahlreiche Cameo-Auftritte von Charakteren anderer zur gleichen Zeit oder bereits beendeter Anime in die Serie ein. So wechselten sich die Hauptcharaktere aus K-On! oder Idolmaster: Xenoglossia als Gäste ab. Hinako aus der OVA Issho ni Training: Training with Hinako war als Motiv der Wandbilder zu sehen. Hinzu kamen noch weitere Figuren aus diversen Anime-Produktionen. Darunter war auch Maria Holic, eine Serie, die selbst mit zahlreichen Cameo-Auftritten aufwarten konnte.

### Synchronisation
| Rolle             | Japanischer Sprecher (Seiyū) |
| ----------------- | ---------------------------- |
| Sayoko Arashiyama | Ryōko Shiraishi              |
| Hajime Yasaka     | Yūko Sanpei                  |
| Kaja              | Kaori Nazuka                 |
| Jun Kamigamo      | Chiaki Omigawa               |
| Sayaka            | Hitomi Nabatame              |
| Hideo Murata      | Hiroki Yasumoto              |
| Yayoi Fushimi     | Ai Nonaka                    |
| Kanako Yamazaki   | Yui Horie                    |
| Takeshi Yamashiro | Tomokazu Sugita              |